# Farmacogenética
Farmacogenética é a ciência que estuda a variabilidade genética dos indivíduos com relação a medicamentos específicos. Determinados indivíduos podem reagir diferentemente ao mesmo tipo de medicamento, dependendo de sua etnia ou outras variações genéticas. Foi criado por Friedrich Vogel em 1959.